# Lijst van spelers van Aston Villa FC
Deze lijst omvat voetballers die bij de Engelse voetbalclub Aston Villa FC spelen of hebben gespeeld. Achter de naam van de speler is vermeld wanneer deze voetballer in het eerste elftal van de club speelde. 
De spelers zijn alfabetisch gerangschikt. Spelers wier naam vetgedrukt staat, zijn actief bij de club in het seizoen 2019/20 van de Premier League. 

## A

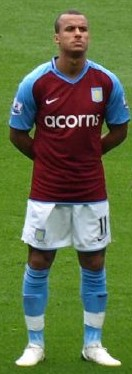
Gabriel Agbonlahor

- Albert Adomah (2016-2019)
- Gabriel Agbonlahor (2005-2018)
- Charlie Aitken (1959-1976)
- Marc Albrighton (2009-2014)
- Peter Aldis (1948-1960)
- William Anderson (1967-1973)
- Juan Pablo Ángel (2001-2007)
- Dai Astley (1931-1936)
- Dalian Atkinson (1991-1995)

## B

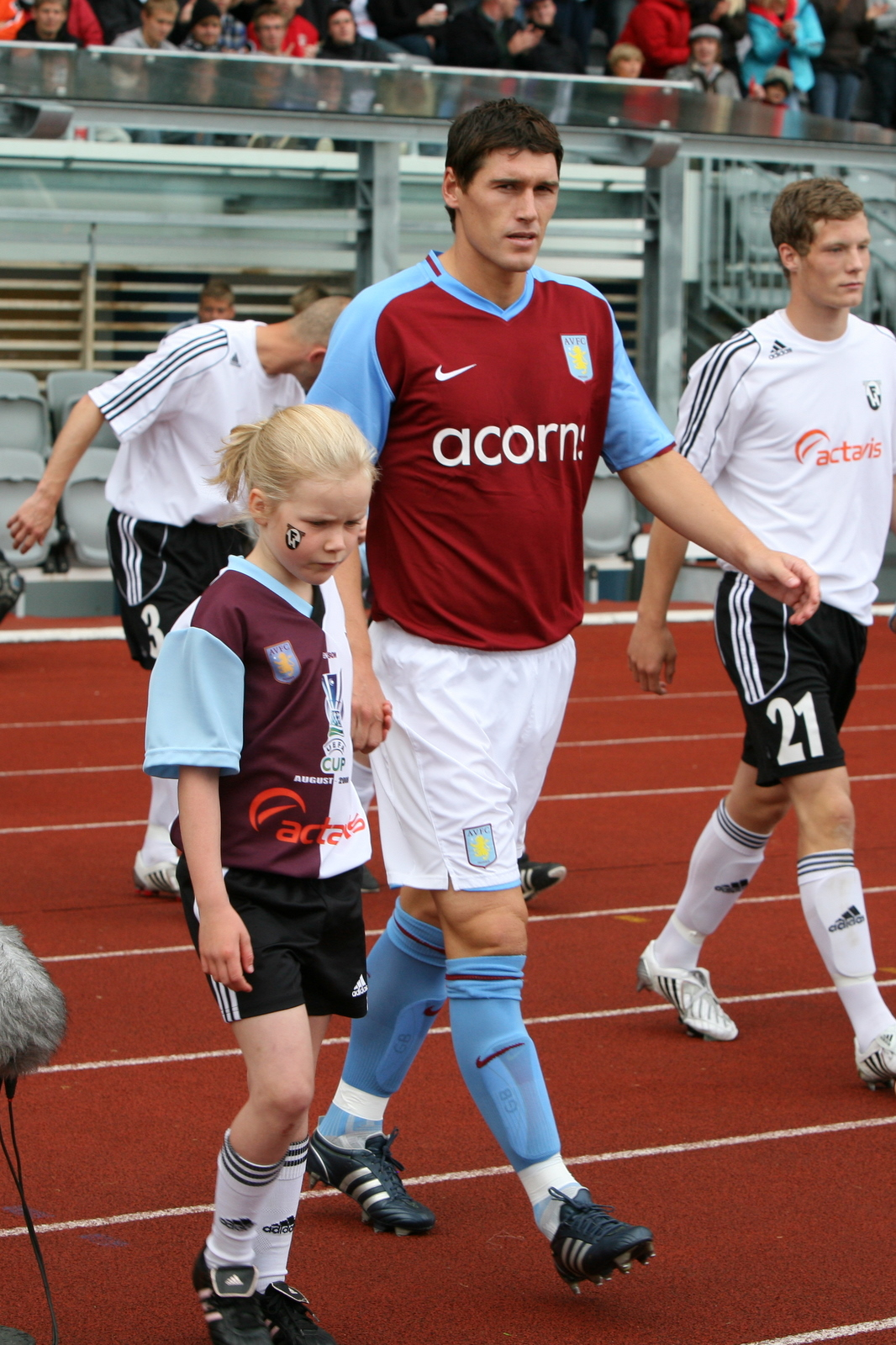
Gareth Barry

- Leandro Bacuna (2013-2017)
- Alan Baker (1960-1966)
- Boško Balaban (2001-2003)
- Earl Barrett (1992-1995)
- Gareth Barry (1998-2009)
- Billy Baxter (1953-1957)
- Darren Bent (2011-2015)
- Christian Benteke (2012-2015)
- Joseph Beresford (1927-1935)
- Ryan Bertrand (2014-2015)
- Fred Biddlestone (1930-1939)
- Paul Birch (1978-1991)
- / George Boateng (1999-2002)
- Mark Bosnich (1992-1999)
- Wilfred Bouma (2005-2010)
- Teddy Bowen (1923-1934)
- Des Bremner (1979-1984)

## C

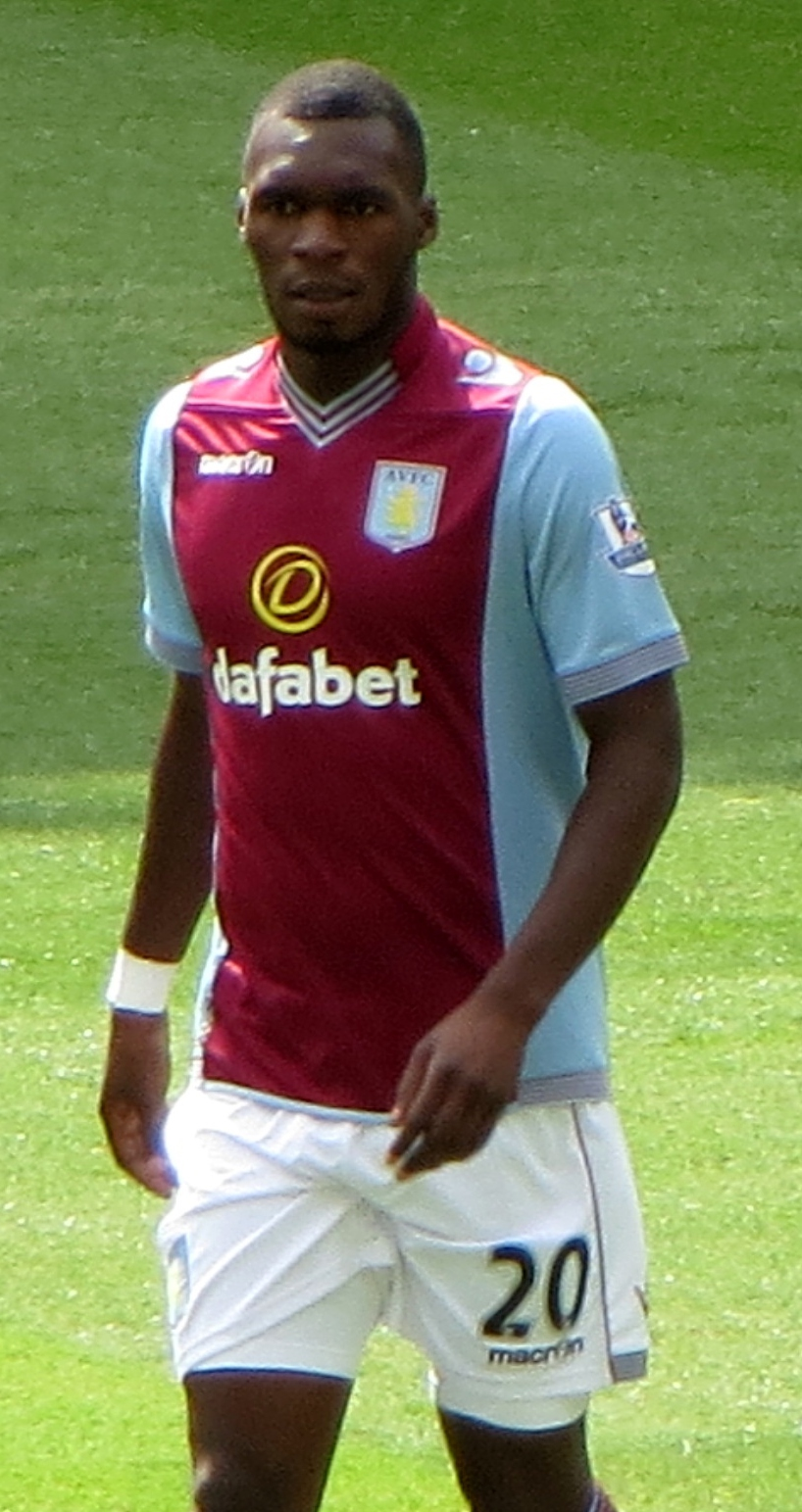
Christian Benteke

- Colin Calderwood (1999-2000)
- Benito Carbone (1999-2000)
- John Carew (2007-2011)
- Frank Carrodus (1974-1979)
- Gary Charles (1995-1999)
- James Chester (2016-2020)
- Ciaran Clark (2009-2016)
- James Collins (2009-2012)
- Gordon Cowans (1976-1985, 1988-1991, 1993-1994)
- Neil Cox (1991-1994)
- Vic Crowe (1951-1964)
- Carlos Cuéllar (2008-2012)
- George Cummings (1935-1949)

## D
- Tony Daley (1985-1994)

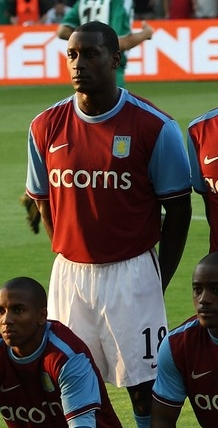
Emile Heskey

- Steven Davis (2004-2007)
- Alan Deakin (1956-1969)
- Gilles De Bilde (2000-2001)
- Leander Dendoncker
- John Deehan (1973-1979)
- Ritchie De Laet (2016-2019)
- Mark Delaney (1999-2007)
- Nathan Delfouneso (2008-2014)
- Fabian Delph (2009-2015)
- Johnny Dixon (1945-1961)
- Stewart Downing (2009-2011)
- Mark Draper (1995-2000)
- Dion Dublin (1998-2004)
- Richard Dunne (2009-2013)
- Jhon Durán (2023-2025)

## E

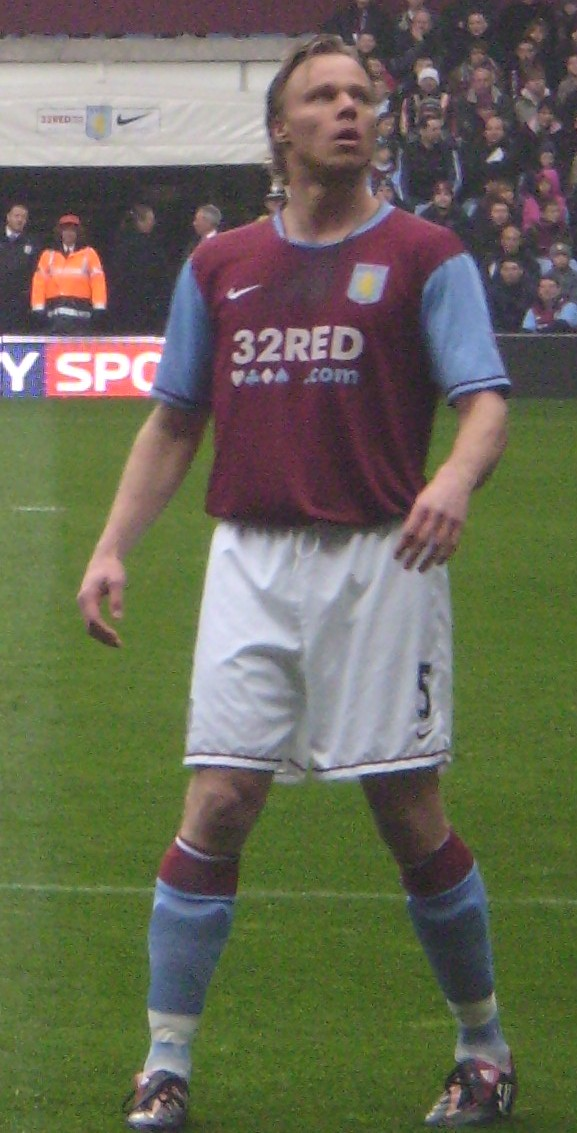
Martin Laursen

- George Edwards (1938-1956)
- Ugo Ehiogu (1991-2000)
- Tommy Elphick (2016-2019)
- Björn Engels (2019-)
- Karim El Ahmadi (2012-2014)
- Anwar El Ghazi (2019-)
- Ahmed Elmohamady (2017-)
- Allan Evans (1977-1989)

## F

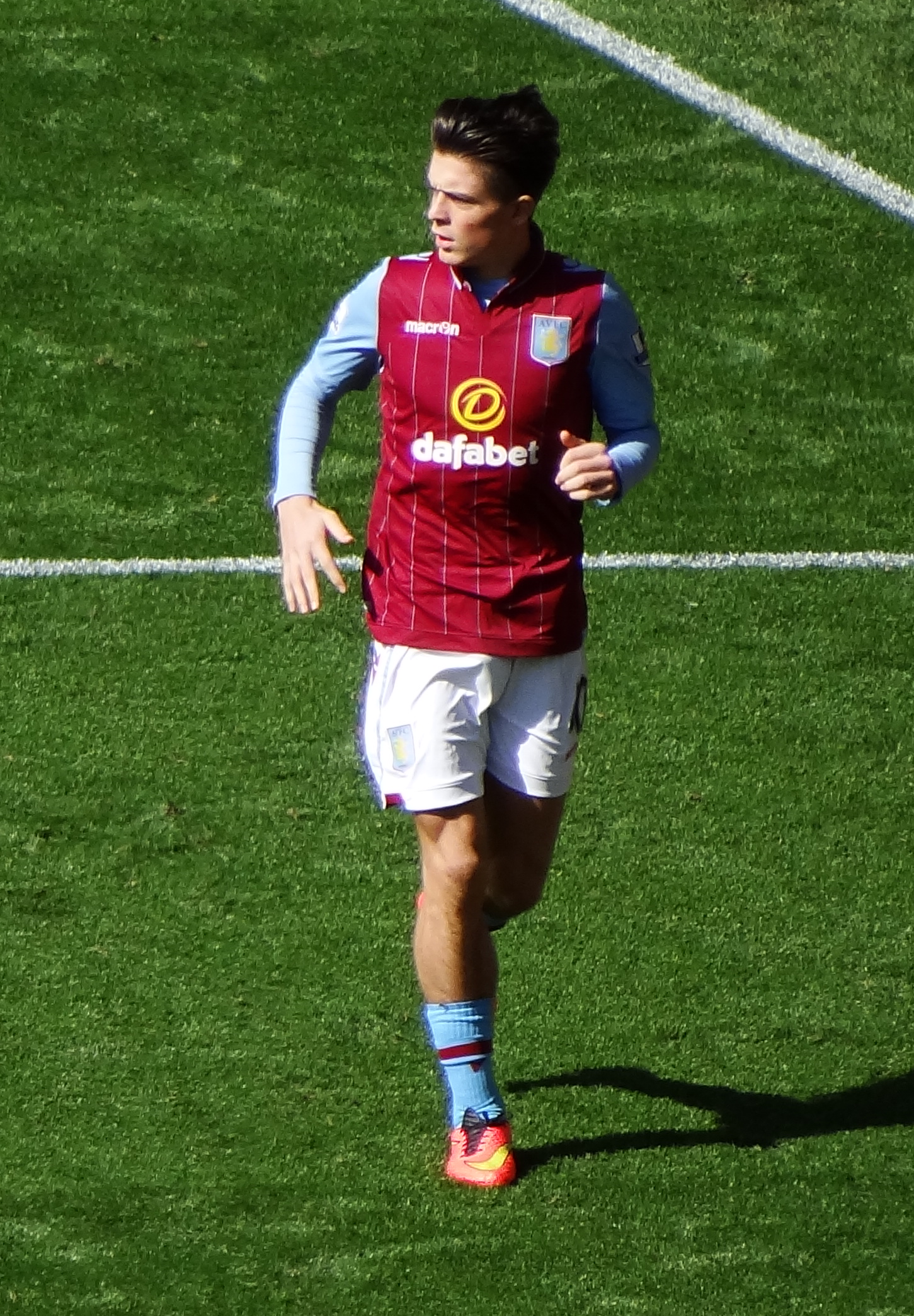
Jack Grealish

- John Fashanu (1994-1995)
- Graham Fenton (1992-1995)
- Trevor Ford (1947-1950)
- Brad Friedel (2008-2011)
- Steve Froggatt (1991-1994)

## G

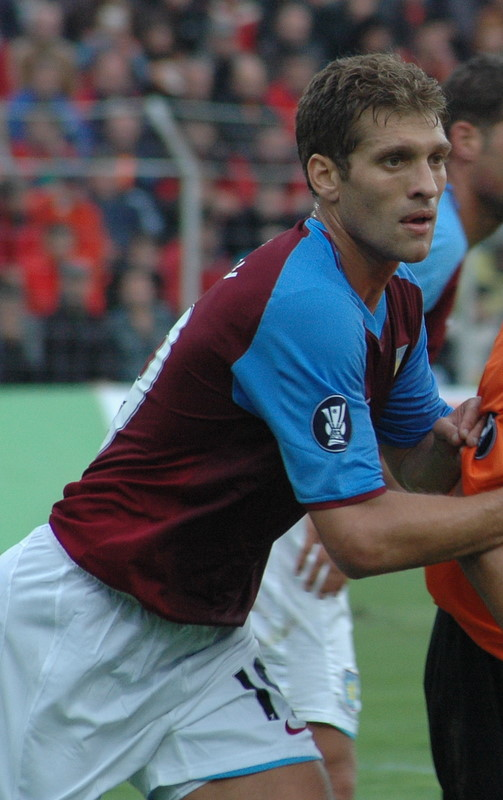
Stiliyan Petrov

- Colin Gibson (1976-1985)
- John Gidman (1972-1980)
- Shay Given (2011-2015)
- Andy Gray (1975-1979, 1985-1987)
- Simon Grayson (1997-1999)
- Jack Grealish (2012-2021)
- John Gregory (1977-1979)
- Brad Guzan (2008-2016)

## H

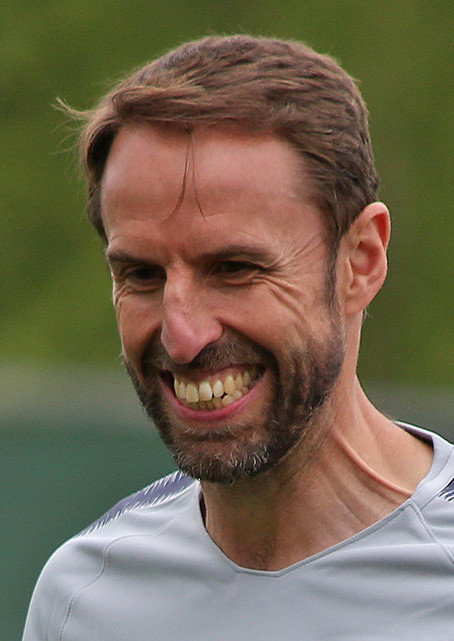
Gareth Southgate

- Mustapha Hadji (2001-2004)
- Harry Hampton (1904-1920)
- Marlon Harewood (2007-2010)
- Lee Hendrie (1993-2007)
- Emile Heskey (2008-2012)
- Gerry Hitchens (1957-1961)
- Thomas Hitzlsperger (2001-2005)
- Steve Hodge (1985-1986)
- Grant Holt (2014)
- Eric Houghton (1927-1946)
- Ray Houghton (1992-1995)
- Conor Hourihane (2017-)
- Aaron Hughes (2005-2007)
- Alan Hutton (2011-2019)

## I

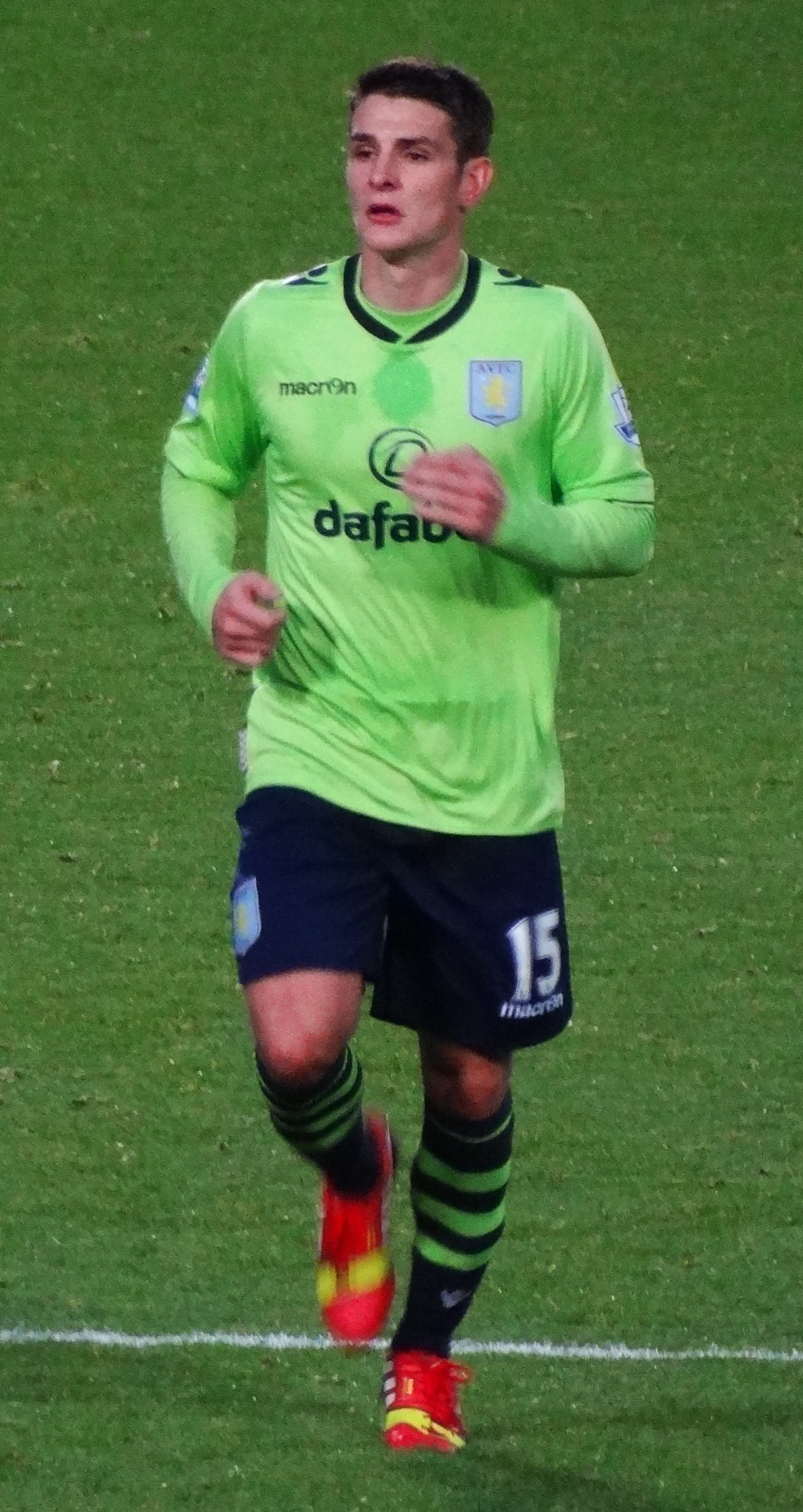
Ashley Westwood

- Bob Iverson (1936-1948)

## J
- David James (1999-2001)

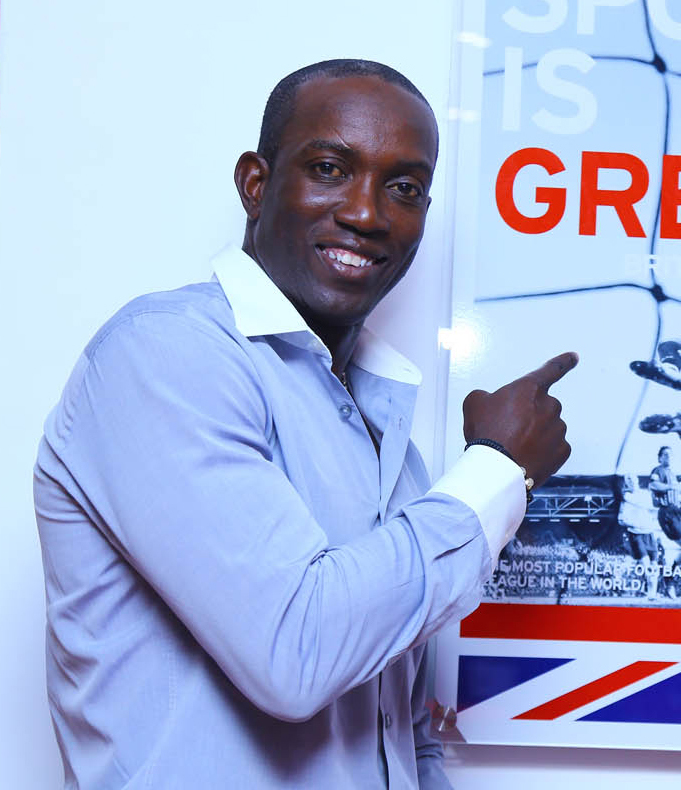
Dwight Yorke

- Julian Joachim (1996-2001)
- Tommy Johnson (1995-1997)
- Keith Jones (1946-1957)

## K
- Lovre Kalinić (2019-)

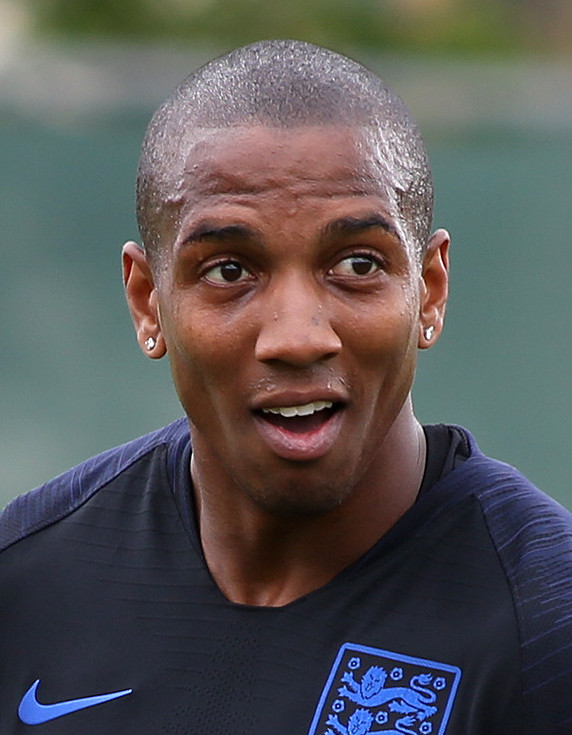
Ashley Young

- Christian Kabeya (2003-2006)
- Hassan Kachloul (2001-2004)
- Martin Keown (1986-1989)
- Billy Kingdon (1926-1936)
- Billy Kirton  (1919-1928)

## L
- Henri Lansbury (2017-)
- Martin Laursen (2004-2009)
- Joleon Lescott (2015-2016)
- Brian Little (1970-1979)
- Shane Lowry (2009-2012)
- Stan Lynn (1950-1961)

## M
- Andy Marshall (2009-2013)
- Keith Masefield (1974-1977)
- Frank McAvennie (1992-1993)
- Gavin McCann (2003-2007)
- Brian McClair (1980-1981)
- Paul McGrath (1989-1996)
- Steve McMahon (1983-1985)
- Ken McNaught (1977-1983)
- Peter McParland (1952-1962)
- Olof Mellberg (2001-2008)
- Paul Merson (1998-2002)
- James Milner (2005-2006, 2008-2010)
- Savo Milošević (1995-1998)
- Tony Morley (1979-1983)
- Dennis Mortimer (1975-1985)
- Frank Moss (1938-1951)
- Derek Mountfield (1988-1991)

## N
- Marvelous Nakamba (2019-)
- Fernando Nélson (1996-1998)
- Luc Nilis (2000)

## O
- Michael Oakes (1991-1999)
- Amadou Onana (2024-)

## P
- Garry Parker (1991-1995)
- Harry Parkes (1939-1955)
- Stiliyan Petrov (2006-2013)
- Robert Pirès (2010-2011)
- David Platt (1988-1991)
- Stefan Postma (2002-2006)

## R
- Nigel Reo-Coker (2007-2011)
- Micah Richards (2015-2019)
- Kevin Richardson (1991-1995)
- Paul Rideout (1983-1985)
- Jimmy Rimmer (1977-1983)
- Bruce Rioch (1969-1974)

## S
- Jlloyd Samuel (1999-2007)
- Dean Saunders (1992-1995)
- Les Sealey (1991-1993)
- Gary Shaw (1978-1988)
- Nigel Sims (1956-1964)
- Didier Six (1984-1985)
- Tommy Smart (1920-1934)
- Thomas Sørensen (2003-2008)
- Gareth Southgate (1995-2001)
- Nigel Spink (1977-1996)
- Steve Staunton (1991-1998, 2000-2003)
- Enda Stevens (2012-2015)

## T
- Alec Talbot (1923-1936)
- Ian Taylor (1994-2003)
- Neil Taylor (2017-2021)
- Shaun Teale (1991-1995)
- John Terry (2017-2018)
- Alan Thompson (1998-2001)
- Tommy Thompson (1950-1955)
- Bobby Thomson (1959-1963)
- Youri Tielemans
- Andy Townsend (1993-1997)

## V
- Darius Vassell (1997-2005)
- Ron Vlaar (2012-2015)

## W
- Billy Walker (1919-1933)
- Kyle Walker (2011)
- Mark Walters (1981-1987)
- Stephen Warnock (2009-2012)
- Steve Watson (1998-2000)
- Andreas Weimann (2010-2015)
- Wesley Moraes Ferreira da Silva (2019-)
- Ashley Westwood (2012-2017)
- Gary Williams (1975-1987)
- Peter Withe (1980-1985)
- Alan Wright (1995-2003)
- Mick Wright (1962-1973)
- Guy Whittingham (1993-1994)
- Peter Whittingham (2003-2007)

## Y
- Dwight Yorke (1989-1998)
- Ashley Young (2007-2011, 2021-heden)
- Luke Young (2008-2011)